# Billet canadien de 5 dollars «Épopée canadienne»
Recto
Verso
Le billet canadien de 5 dollars est actuellement le billet de banque canadien ayant la plus faible valeur monétaire émis par la Banque du Canada.

## Description
La couleur de ce billet est le bleu.
Le recto représente Wilfrid Laurier ainsi que l'édifice de l'ouest du Parlement. Le verso représente des scènes d'enfants pratiquant des sports d'hiver ainsi qu'un extrait du conte de Roch Carrier, Une abominable feuille d'érable sur la glace :
« The winters of my childhood were long, long seasons. We lived in three places - the school, the church and the skating rink - but our real life was on the skating rink. »
« Les hivers de mon enfance étaient des saisons longues, longues. Nous vivions en trois lieux — l'école, l'église et la patinoire — mais la vraie vie était sur la patinoire. »

## Référence
1. ↑  « L'épopée canadienne », sur Banque du Canada